# Spiknutí rovných

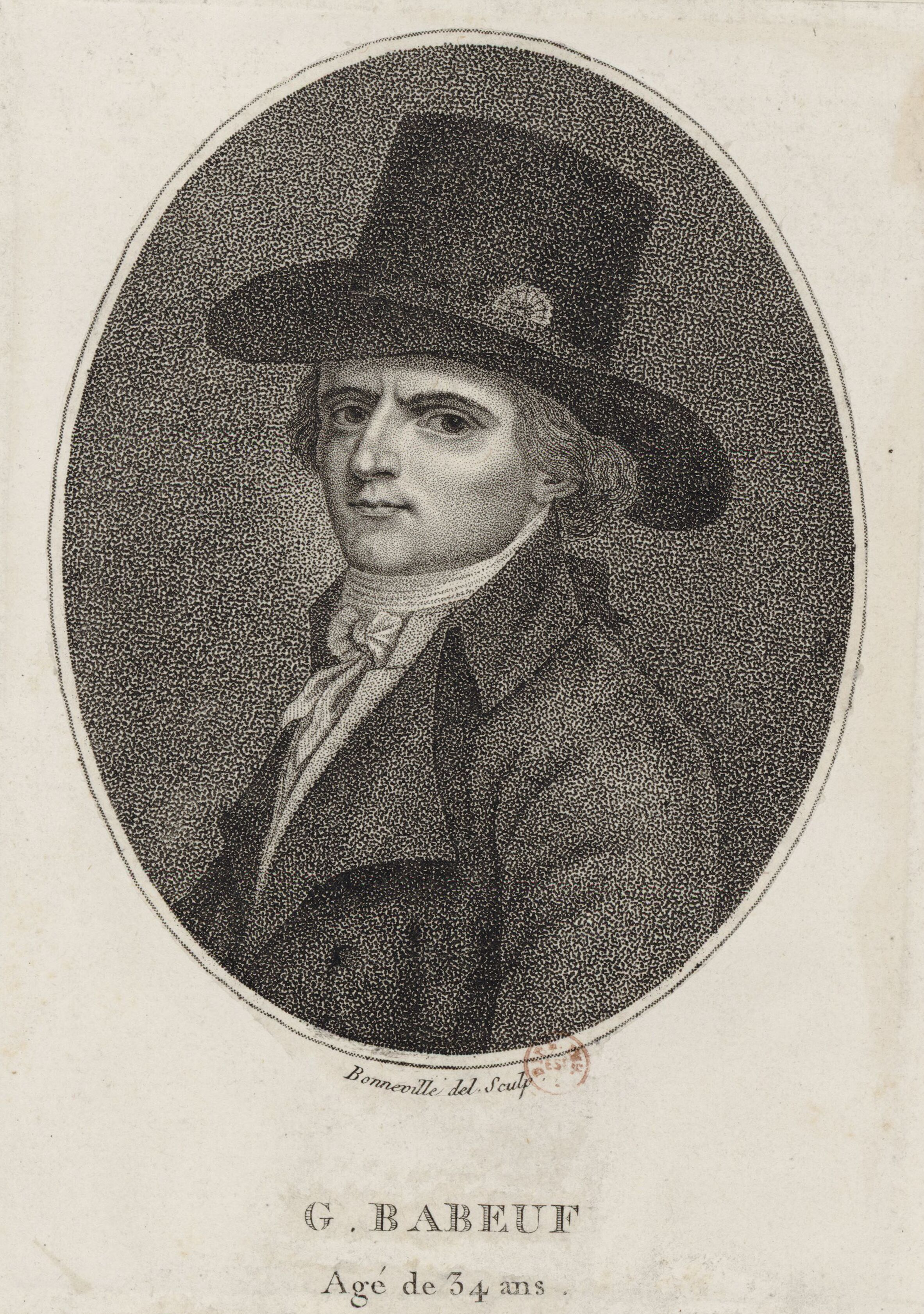
François-Noël „Gracchus“ Babeuf

Spiknutí rovných (francouzsky Conjuration des Égaux) byl neúspěšný pokus o zavedení komunistického systému ve Francii během Velké francouzské revoluce v roce 1796. Klub Rovných (Société des Égaux) byl raně socialistický tajný spolek, který založil Gracchus Babeuf. Cílem státního převratu bylo svržení Direktoria a vytvoření beztřídní společnosti zemědělců a městského proletariátu. Spiknutí bylo prozrazeno a hlavní představitelé popraveni.

## Historie
Skupina byla po Babeufově amnestii oficiálně založena v Paříži jako Společnost přátel republiky. Neoficiálně se nazývala podle svého místa shromažďování poblíž Pantheonu jako Club du Panthéon.
Dne 27. února 1796 byl klub uzavřen generálem Napoleonem Bonapartem na příkaz Direktoria. Babeuf a většina jeho přívrženců byla pozatýkána v květnu téhož roku. Plány spiklenců byly prozrazeny až v roce 1797. V následném procesu byli vůdci Gracchus Babeuf a Augustin Alexandre Darthé odsouzeni k trestu smrti a v květnu 1797 gilotinováni.
Ostatní spiklenci byli buď zproštěni obžaloby, nebo jako revolucionář Filippo Buonarroti odsouzeni do vyhnanství. Buonarroti se pokoušel myšlenky rovných neúspěšně prosazovat na několika oblastech obsazených Francií, jako byly Piemont a Lombardie.

## Následovníci
Filippo Buonarroti vydal roku 1828 své hlavní dílo Conspiration pour l'égalité (Spiknutí pro rovnost), ve kterém vylíčil historii spiknutí rovných a Babeufovy ideje. Tyto myšlenky rovněž bezprostředně ovlivnily následující levicová revoluční hnutí 19. století, ve Francii především Louise Augusta Blanquiho a jeho blanquismus.
Také pozdější aktivisté a teoretici anarchismu i komunismu, např. Pierre-Joseph Proudhon, Wilhelm Weitling a Karl Marx se odvolávali na Babeufovy teze, představy rovných a na jejich první pokus o uskutečnění komunistické, beztřídní společnosti v praktické politice.